# زیردریایی یو-۷۰۲
زیردریایی یو-۷۰۲ (به انگلیسی: German submarine U-702) یک زیردریایی بود که طول آن ۶۷٫۱ متر (۲۲۰ فوت ۲ اینچ) بود. این زیردریایی در سال ۱۹۴۱ ساخته شد.